# Агесилай (пьеса)
«Агесилай» (фр. Agésilas) — трагедия французского драматурга Пьера Корнеля, впервые поставленная на сцене 28 февраля 1666 года в Бургундском театре в Париже. Её относят к позднему периоду творчества драматурга. «Агесилай» — единственная пьеса Корнеля, написанная не александрийским стихом, а верлибром. Корнель здесь явно соперничает с Жаном Расином в нехарактерном для его творчества жанре «лирической трагедии», но терпит поражение.
Действие пьесы происходит в начале IV века до н. э., главный герой — царь Спарты Агесилай II. Он влюбляется в персиянку, но отказывается от личного счастья, чтобы не вызвать недовольство соотечественников; таким образом, здесь, как обычно у Корнеля, долг перед государством противопоставляется чувствам героя.